# Unité urbaine de Montauroux
L'unité urbaine de Montauroux est une unité urbaine française centrée sur la ville de Montauroux, département du Var.

## Données globales
En 2020, selon l'Insee, l'unité urbaine de Montauroux est composée de deux communes, toutes situées dans l'arrondissement de Draguignan, subdivision administrative du département du Var.
L'unité urbaine de Montauroux appartient à l'aire urbaine de Nice.

## Délimitation de l'unité urbaine de 2020
En 2020, l'Insee a procédé à une révision des délimitations des unités urbaines  de la France; celle de Montauroux est composée de deux communes.

### Communes
Liste des communes appartenant à l'unité urbaine de Montauroux selon la nouvelle délimitation de 2020 et sa population municipale en 2010 (liste établie par ordre alphabétique) :
| Nom        | Code Insee | Statut | Superficie (km2) | Population (dernière pop. légale) | Densité (hab./km2) |
| ---------- | ---------- | ------ | ---------------- | --------------------------------- | ------------------ |
| Callian    | 83029      |        | 25,42            | 3 794 (2022)                      | 149                |
| Montauroux | 83081      |        | 33,54            | 6 787 (2022)                      | 202                |

## Évolution démographique
L'évolution démographique ci-dessous concerne l'unité urbaine selon le périmètre défini en 2020.
| 1968  | 1975  | 1982  | 1990  | 1999  | 2006  | 2011  | 2016  | 2019  | 2020   |
| ----- | ----- | ----- | ----- | ----- | ----- | ----- | ----- | ----- | ------ |
| 1 995 | 2 578 | 3 446 | 4 563 | 6 462 | 7 722 | 9 203 | 9 511 | 9 889 | 10 097 |